# Voetbalkampioenschap van Saale 1911/12
In 1911/12 werd het vijfde voetbalkampioenschap van Saale gespeeld, dat georganiseerd werd door de Midden-Duitse voetbalbond. Hallescher FC Wacker werd kampioen en plaatste zich voor de Midden-Duitse eindronde. De club versloeg Cöthener SV 02, Cricket-Viktoria Magdeburg en Erfurter SC 1895 en bereikte zo de finale, waarin ze met 1:0 verloren van SpVgg 1899 Leipzig-Lindenau.

## 1. Klasse
| Plaats | Club                      | Wed. | W | G | V | Saldo | Ptn.  |
| ------ | ------------------------- | ---- | - | - | - | ----- | ----- |
| 1.     | Hallescher FC Wacker 1900 | 8    | 7 | 1 | 0 | 27:05 | 15:01 |
| 2.     | Hallescher FC 1896        | 8    | 4 | 2 | 2 | 28:18 | 10:06 |
| 3.     | FC Hohenzollern Halle     | 8    | 5 | 0 | 3 | 24:25 | 10:06 |
| 4.     | FC Britannia Halle        | 8    | 1 | 1 | 6 | 17:34 | 03:13 |
| 5.     | Hallescher BC Borussia 02 | 8    | 1 | 0 | 7 | 17:31 | -     |

|  | Kampioen, geplaatst voor Midden-Duitse eindronde |
|  | Promotie-Degradatie play-off                     |

Promotie-Degradatie play-off
|             |                           |       |                         |  |
| 2 juli 1912 | Hallescher BC Borussia 02 | 3 - 2 | Hallescher FC Wacker II |  |
| 2 juli 1912 |                           |       |                         |  |

De wedstrijd werd in de 80ste minuut stopgezet na een hevig onweer.
|             |                           |       |                         |  |
| 9 juni 1912 | Hallescher BC Borussia 02 | 4 - 1 | Hallescher FC Wacker II |  |
| 9 juni 1912 |                           |       |                         |  |